# Cerkev sv. Nikolaja, Nin
Cerkev sv. Nikolaja je predromanska cerkev, zgrajena konec 11. stoletja. Nahaja se na polju Prahulje med Ninom in Zatonom. Izjemno pomembna je za vladarje hrvaške dinastije in za zgodovino starodavnega mesta Nin.
Po ljudskem izročilu je bilo v Ninu okronanih sedem kraljev; okronani vladar je po kronanju vozil do cerkve sv. Nikolaja, kjer se je predstavil ljudstvu in v znak svoje kraljevske oblasti s hriba zavihtel meč na vse štiri konce sveta . (iz zbornika "Zgodovina mesta Nin")
Cerkev je zgrajena iz majhnih večplastnih kamnov na gomili, ki se dviga nad poljem. Tloris cerkve je čisti trolist, oboki tvorijo štirikotnik, pravokotni vhodni krak pa pokriva obokana kupola. Dolga je 5,90 m, široka 5,70 m, visoka 6 m (notranje mere), stene pa so debele 50 cm.
Zaradi nevarnosti pred Turki so cerkev v 16. ali 17. stoletju nadgradili z nazobčano obrambno krono, ki je služila kot opazovalnica.
Že od antičnih časov je v cerkvi sveta maša na dan sv. Nikolaja za zaščito mornarjev in popotnikov, zadnje čase se pa v cerkvi bere sveta maša v spomin na sv. Marka z blagoslovom polja.
Ta cerkev je edini ohranjeni primer zgodnjeromanske arhitekture te vrste v Dalmaciji, nje izvori segajo v 11. ali v začetek 12. stoletja.